# 胡义周
胡義周（？—？），五胡十六國時期安定郡臨涇縣（今甘肅省鎮原縣）人。

## 生平
後秦時為姚泓黃門侍郎，後為夏國赫連勃勃的秘書監。撰有《統萬城銘》：「延王爾之奇工，命班輸之妙匠，撰文梓於鄧林，採繡石於恆岳，九域貢以金銀，八方獻其環寶。」有一子胡方回。